# Engrenage non circulaire

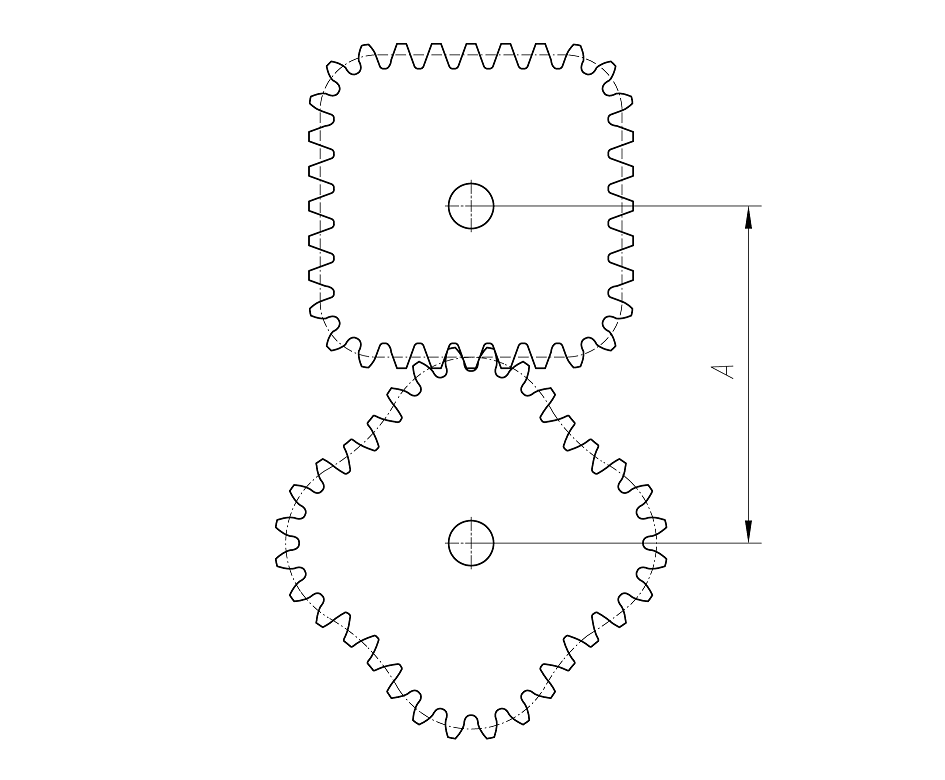
Exemple d'engrenage non circulaire.

Autre engrenage non circulaire.

L'engrenage non circulaire est un engrenage dont les surfaces primitives ne sont pas des cercles mais des formes quelconques conjuguées.
C'est une conception d'engrenage spéciale avec des caractéristiques et un objectif particuliers. Alors qu'un engrenage normal est optimisé pour transmettre le couple à un autre élément engagé avec un minimum de bruit et d'usure et un maximum d'efficacité, l'objectif principal d'un engrenage non circulaire peut être les variations de rapport, les oscillations de déplacement de l'essieu et plus encore. Parmi les applications courantes, citons les machines textiles, les potentiomètres, les variateur de vitesse mécanique, les entraînements de panneaux de stores, les presses mécaniques et les moteurs hydrauliques à couple élevé.